# Torta
|  | Per a altres significats, vegeu «Torta (desambiguació)». |

Una torta és un pa de pagès rodó occità, molt semblant al català. Se sol tallar en llesques primes, es pot demanar que en facin a la fleca, i dura sense assecar-se bastants dies. És el que s'utilitzava tradicionalment per a fer sopes. Normalment es pot comprar en dues mides diferents. El blat que s'utilitza és parcialment integral, la qual cosa dona un color una mica fosc a la molla. És menys alt, sis centímetres el punt més alt, i una mica més dens que els pans de pagès catalans.